# L’Isle-Jourdain (Gers)
L’Isle-Jourdain – miejscowość i gmina we Francji, w regionie Oksytania, w departamencie Gers.
Według danych na rok 1990 gminę zamieszkiwało 5029 osób, a gęstość zaludnienia wynosiła 71 osób/km² (wśród 3020 gmin regionu Midi-Pireneje  Isle-Jourdain plasuje się na 57. miejscu pod względem liczby ludności, natomiast pod względem powierzchni na miejscu 47.).